# Lucien Goldmann
Lucien Goldmann (20. červenec 1913, Bukurešť – 8. říjen 1970, Paříž) byl francouzský filosof a literární teoretik pocházející z Rumunska. Zabýval se marxistickou teorií poznání (Recherches dialectiques, 1959, Marxisme et sciences humaines, 1970) a vyvinul – v návaznosti na rané spisy György Lukácse a vývojovou psychologii Jeana Piageta – metodu a teorii genetického strukturalismu.

## Život
Goldmann vystudoval právní vědy na bukurešťské universitě a studoval pak filosofii ve Vídni. 1934 pokračoval ve studiu práv a politické ekonomie na právnické fakultě v Paříži a filosofie na Sorbonně. V době německé okupace se mu podařilo prchnout do Švýcarska, kde skoro dva roky pracoval jako asistent Jeana Piageta v Ženevě. Roku 1945 promoval v Curychu prací o Kantovi. Působil pak na École pratique des hautes études v Paříži, kterou od roku 1958 vedl jako její ředitel. Přednášel sociologii literatury a sociologii filosofie. V roce 1956 se habilitoval na Sorbonně.Od roku 1965 zároveň vedl sociologický ústav bruselské university (Université Libre de Bruxelles).

## Dílo
Ve své disertaci (La communauté humaine et l'univers chez Kant, Paris 1948) rozlišuje tři etapy buržoasní filosofie: individualistickou, z níž vzešel osvícenský racionalismus a empirismus, tragickou, kterou představují především Pascal a Kant, a dialektickou, kterou representují Hegel, Marx a Lukács. Roku 1952 publikuje své úvahy o metodologii humanitních věd (Sciences humaines et philosophie). 1955 vychází jeho hlavní dílo Skrytý Bůh (Le Dieu caché), věnované Pascalově filosofii a Racinovým dramatům. Goldmann tu srovnává mj. křesťanskou a socialistickou „víru“. Oběma je společné odmítnutí individualismu buržoasní kultury a víra v nadindividuální hodnoty: Bůh v křesťanství resp. lidská pospolitost v socialismu. Obě stavějí na sázce ve smyslu Pascalově: náboženská sázka na Boží existenci a socialistická sázka na možnost sociálního osvobození lidstva. Mají v sobě riziko porážky a naději na úspěch. Vydal pak ještě množství jednotlivých publikací a přednášek, které souborně vyšly v knihách Dialektická zkoumání (Recherches dialectiques, 1959) a K sociologii románu (Pour une sociologie du roman, 1964). Dále dvě studie o Racinovi (Racine, 1956 a Situation de la critique Racinienne, 1971).